# Jason Steele
Jason Sean Steele (Newton Aycliffe, County Durham, Inglaterra, Reino Unido, 18 de agosto de 1990) es un futbolista británico. Juega de guardameta y su club actual es el Brighton & Hove Albion F. C. de la Premier League. 

## Trayectoria

### Middlesbrough
Steele se formó en la academia del Middlesbrough. En mayo de 2009, Steele firmó su primer contrato profesional por tres años con el primer equipo del club. Al mismo tiempo el guardameta Danny Coyne fichó por el club en esa temporada de la Championship 2009-10, quien fue el portero titular. Steele fue enviado a préstamo al Northampton Town en febrero de 2010, para ganar experiencia. Dejó la marca de 13 arcos en cero en su paso por el club.

### Blackburn Rovers
El 1 de septiembre de 2014, Steelee se unió a préstamo al Blackburn Rovers por un año. Debutó con el Blackburn el 20 de septiembre en la victoria de visita por 1-0 ante el Fulham.
Fichó permanentemente por el Blackburn Rovers el 31 de diciembre de 2014, por tres años y medio.

### Sunderland
Fichó por cuatro años con el Sunderland el 26 de julio de 2017.

### Brighton & Hove Albion
Steele fue transferido al Brighton & Hove Albion el 21 de junio de 2018. Firmó un contrato por tres años con el club.

## Selección nacional

### Inglaterra sub-16, 17 y 19
Steele compitió con la selección de Inglaterra sub-16, sub-17 y sub-19. En julio de 2009, Steele fue el guardameta titular para Inglaterra sub-19 en el Campeonato Europeo de la UEFA Sub-19 2009 en Ucrania. Steele fue el capitán en el encuentro ante los locales, Ucrania.

### Inglaterra sub-21
Steele debutó con la sub-21 el 16 de noviembre de 2010 en la derrota de visita por 2-0 a su similar de Alemania en un encuentro amistoso. Fue expulsado al minuto 58 luego de una falta a Boris Vukčević. Su segundo partido con la sub-21 llegó casi dos años después el 10 de septiembre de 2012, como titular contra Noruega en la clasificación para la Eurocopa Sub-21 de 2013, mantuvo el arco en cero en la victoria por 1-0.
Steele fue parte del plantel que compitió en la Eurocopa Sub-21 de 2013. Solo jugó un encuentro en el torneo, contra Israel donde perdieron por la mínima en el último encuentro de la fase de grupos. Registró siete apariciones con la sub-21 entre 2010 y 2013.

### Reino Unido
Steele fue uno de los 18 jugadores que compitieron por Reino Unido para las Olimpiadas de Verano de 2012 en Londres. Fue titular en un amisto previo ante Brasil, jugando el primer tiempo donde perdieron por 2-0 en el Riverside Stadium. Fue el suplente durante el torneo, y no jugó ningún partido; con Jack Butland como guardameta titular, Reino Unido llegó hasta los cuartos de final.

## Clubes
| Club                              | País       | Año       |
| --------------------------------- | ---------- | --------- |
| Middlesbrough F. C.               | Inglaterra | 2007-2015 |
| Northampton Town F. C. (préstamo) | Inglaterra | 2010      |
| Blackburn Rovers F. C. (Préstamo) | Inglaterra | 2014      |
| Blackburn Rovers F. C.            | Inglaterra | 2015-2017 |
| Sunderland A. F. C.               | Inglaterra | 2017-2018 |
| Brighton & Hove Albion F. C.      | Inglaterra | 2018-act. |

## Estadísticas
Actualizado al último partido disputado el 25 de abril de 2024.
| Club                                    | Div.          | Temporada     | Liga  | Liga  | Copas nacionales | Copas nacionales | Copas internacionales | Copas internacionales | Total | Total |
| Club                                    | Div.          | Temporada     | Part. | Goles | Part.            | Goles            | Part.                 | Goles                 | Part. | Goles |
| --------------------------------------- | ------------- | ------------- | ----- | ----- | ---------------- | ---------------- | --------------------- | --------------------- | ----- | ----- |
| Middlesbrough F. C. Inglaterra          | 1.ª           | 2007-08       | 0     | 0     | 0                | 0                | 0                     | 0                     | 0     | 0     |
| Middlesbrough F. C. Inglaterra          | 1.ª           | 2008-09       | 0     | 0     | 0                | 0                | 0                     | 0                     | 0     | 0     |
| Middlesbrough F. C. Inglaterra          | 2.ª           | 2009-10       | 0     | 0     | 0                | 0                | 0                     | 0                     | 0     | 0     |
| Northampton Town F. C. Inglaterra       | 3.ª           | 2009-10       | 13    | 0     | 0                | 0                | 0                     | 0                     | 13    | 0     |
| Northampton Town F. C. Inglaterra       | Total club    | Total club    | 13    | 0     | 0                | 0                | 0                     | 0                     | 13    | 0     |
| Middlesbrough F. C. Inglaterra          | 2.ª           | 2010-11       | 35    | 0     | 2                | 0                | 0                     | 0                     | 37    | 0     |
| Middlesbrough F. C. Inglaterra          | 2.ª           | 2011-12       | 34    | 0     | 2                | 0                | 0                     | 0                     | 36    | 0     |
| Middlesbrough F. C. Inglaterra          | 2.ª           | 2012-13       | 46    | 0     | 7                | 0                | 0                     | 0                     | 53    | 0     |
| Middlesbrough F. C. Inglaterra          | 2.ª           | 2013-14       | 16    | 0     | 0                | 0                | 0                     | 0                     | 16    | 0     |
| Middlesbrough F. C. Inglaterra          | 2.ª           | 2014-15       | 0     | 0     | 0                | 0                | 0                     | 0                     | 0     | 0     |
| Middlesbrough F. C. Inglaterra          | Total club    | Total club    | 131   | 0     | 11               | 0                | 0                     | 0                     | 142   | 0     |
| Blackburn Rovers F. C. Inglaterra       | 2.ª           | 2014-15       | 31    | 0     | 0                | 0                | 0                     | 0                     | 31    | 0     |
| Blackburn Rovers F. C. Inglaterra       | 2.ª           | 2015-16       | 41    | 0     | 4                | 0                | 0                     | 0                     | 45    | 0     |
| Blackburn Rovers F. C. Inglaterra       | 2.ª           | 2016-17       | 41    | 0     | 3                | 0                | 0                     | 0                     | 44    | 0     |
| Blackburn Rovers F. C. Inglaterra       | Total club    | Total club    | 113   | 0     | 7                | 0                | 0                     | 0                     | 120   | 0     |
| Sunderland A. F. C. Inglaterra          | 2.ª           | 2017-18       | 15    | 0     | 3                | 0                | 0                     | 0                     | 18    | 0     |
| Sunderland A. F. C. Inglaterra          | Total club    | Total club    | 15    | 0     | 3                | 0                | 0                     | 0                     | 18    | 0     |
| Brighton & Hove Albion F. C. Inglaterra | 1.ª           | 2018-19       | 0     | 0     | 1                | 0                | 0                     | 0                     | 1     | 0     |
| Brighton & Hove Albion F. C. Inglaterra | 1.ª           | 2019-20       | 0     | 0     | 0                | 0                | 0                     | 0                     | 0     | 0     |
| Brighton & Hove Albion F. C. Inglaterra | 1.ª           | 2020-21       | 0     | 0     | 4                | 0                | 0                     | 0                     | 4     | 0     |
| Brighton & Hove Albion F. C. Inglaterra | 1.ª           | 2021-22       | 1     | 0     | 3                | 0                | 0                     | 0                     | 4     | 0     |
| Brighton & Hove Albion F. C. Inglaterra | 1.ª           | 2022-23       | 15    | 0     | 6                | 0                | 0                     | 0                     | 21    | 0     |
| Brighton & Hove Albion F. C. Inglaterra | 1.ª           | 2023-24       | 16    | 0     | 1                | 0                | 5                     | 0                     | 22    | 0     |
| Brighton & Hove Albion F. C. Inglaterra | Total club    | Total club    | 32    | 0     | 15               | 0                | 5                     | 0                     | 52    | 0     |
| Total carrera                           | Total carrera | Total carrera | 304   | 0     | 36               | 0                | 5                     | 0                     | 345   | 0     |